# Boothtown
Boothtown – wieś w Anglii, w hrabstwie ceremonialnym West Yorkshire, w dystrykcie metropolitalnym Calderdale. Leży 23 km na zachód od miasta Leeds i 275 km na północny zachód od Londynu.